# Frederick George Donnan
Frederick George Donnan, né le 6 septembre 1870 et mort le 16 décembre 1956, est un physico-chimiste britannique, connu pour ses travaux sur les équilibres chimiques et les membranes, et qui a laissé son nom à l'effet Gibbs-Donnan qui décrit le comportement de molécules chargées proches d'une membrane. La majeure partie de sa carrière s'est déroulée à l'University College de Londres

## Biographie
Donnan est né à Colombo au Sri Lanka, alors sous domination britannique. Il est le fils d'un marchand de Belfast, et il passe ses premières années en Ulster. Il a perdu un œil dans son enfance des suites d'un accident, si bien qu'il est souvent photographié de profil. Il effectue ses études à l'université Queen's de Belfast où il obtient son Bachelor en 1894, puis à l'université de Leipzig. Il y obtient sous doctorat sous la direction de Wilhelm Ostwald en 1896, puis y effectue des recherches sous celle de J. H. van 't Hoff. Il devient ensuite étudiant chercheur à l'University College de Londres, où il obtient un poste en 1901. En 1903, il devient chargé d'enseignement en chimie organique au Royal College of Science de Dublin, avant d'obtenir une chaire en chimie physique à l'Université de Liverpool en 1906. En 1913, il retourne à l'University College de Londres où il demeure jusqu'à sa retraite, avec notamment un poste de directeur de département de 1928 à 1937.
Il meurt à Canterbury le 16 décembre 1956,.

## Travaux
Au cours de la Première Guerre mondiale, Donnan est conseiller pour le Ministère des Munitions, et travaille avec un ingénieur chimiste, K. B. Quinan (en) sur des plantes fixant l'azote, pour obtenir des composés essentiels à la fabrication de munitions. C'est pour ces travaux qu'il reçoit le titre de commandeur de l'Ordre de l'Empire britannique en 1920. On dit de lui qu'il s'est très tôt enthousiasmé pour la nouvelle discipline que constitue alors le génie chimique, et après la guerre il est fortement impliqué avec l'entreprise Brunner Mond dans le développement d'une usine chimique importante à Billingham.
En 1911, il publie des travaux sur les équilibres de part et d'autre d'une membranes, qui constituent un apport important pour la compréhension des mécanismes du transport de matière entre les cellules vivantes et leur environnement,. Ses travaux sont encore connus aujourd'hui sous le nom d'effet Gibbs-Donnan, et le conduisent alors à effectuer de nombreuses conférences en Europe et aux États-Unis. Il constitue toujours un concept important pour la compréhension du transport des ions dans les cellules.
Peu avant la Seconde Guerre mondiale, Donnan contribue à aider des réfugiés européens qui cherchent à fuir le nazisme. Parmi eux, il apporte son aide à Hermann Arthur Jahn et Edward Teller, qui publient leurs travaux sur l'effet Jahn-Teller au cours de leur séjour à Londres.
Donnan est membre fondateur de la Faraday Society qu'il préside de 1924 à 1926.

## Distinctions
- 1911 - Membre de la Royal Society
- 1920 - commandeur de l'ordre de l'Empire britannique pour services rendus durant la guerre
- 1924 - Médaille Longstaff de la Chemical Society
- 1928 - Médaille Davy pour ses contributions en chimie physique et notamment ses travaux sur les équilibres de part et d'autre d'une membrane.

## Source
- (en) Cet article est partiellement ou en totalité issu de l’article de Wikipédia en anglais intitulé « Frederick G. Donnan » (voir la liste des auteurs).